# Šilink

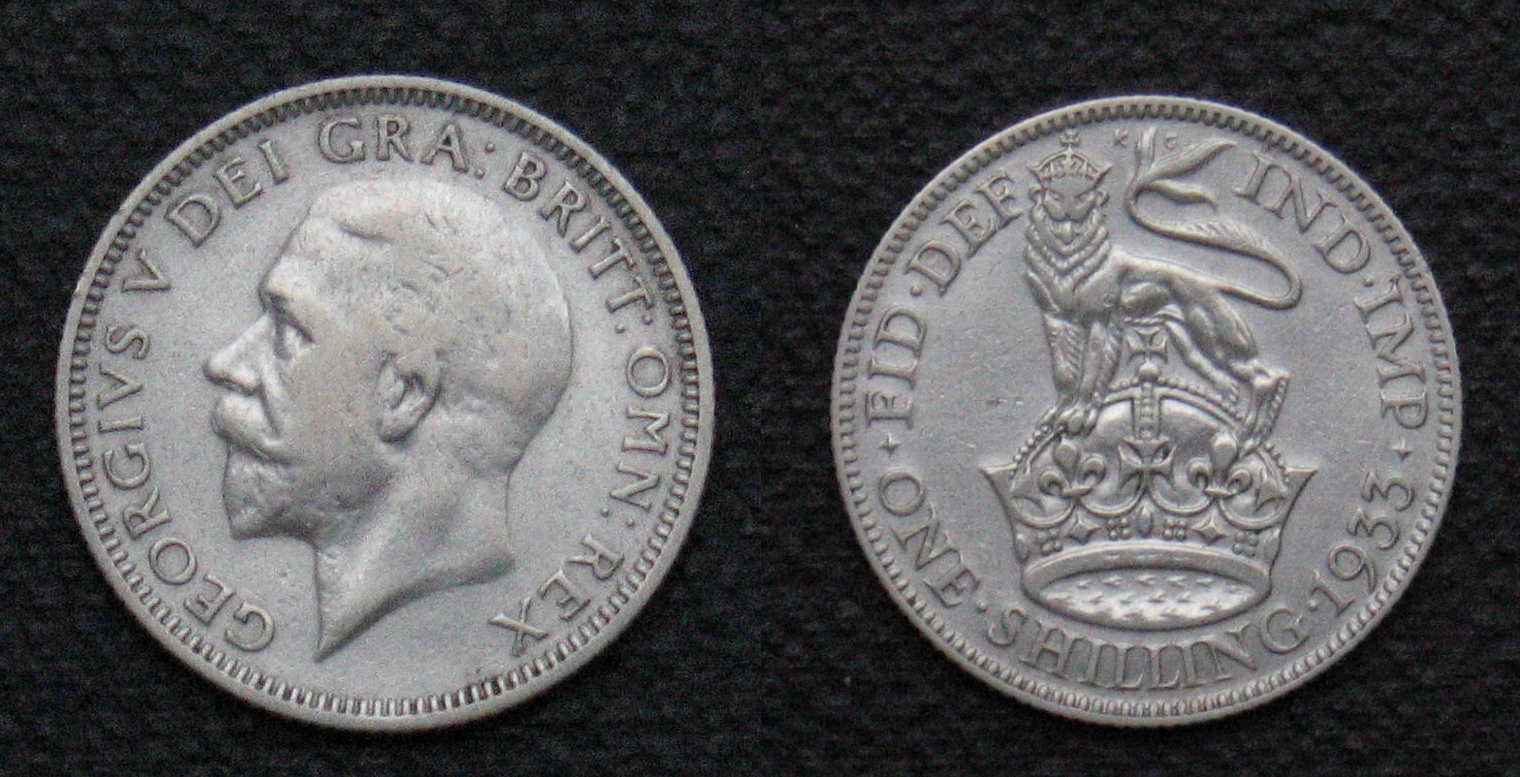
Skotský šilink z roku 1933

Šilink (anglicky shilling, německy Schilling) je stará měnová jednotka, která se užívala ve Velké Británii a jejích državách až do decimální reformy v roce 1971. Shilling byl dvacetina libry a dělil se na 12 pencí. V Rakousku se užíval rakouský šilink (Schilling) v letech 1920–1938 a 1945–2002 a dělil se na 100 grošů.

## Historie

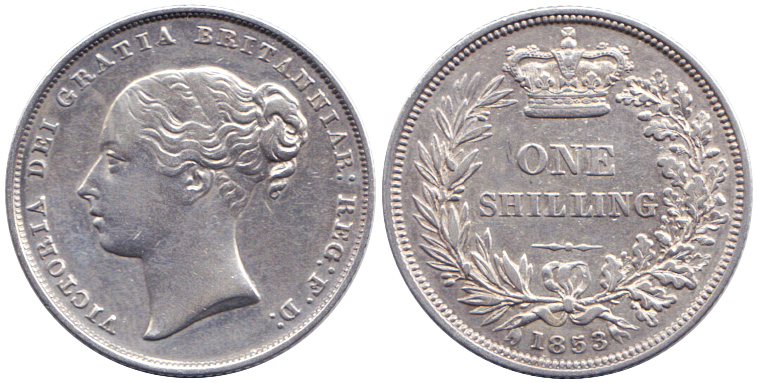
Stříbrný šilink 1853, Velká Británie, královna Viktorie

Měnová reforma Karla Velikého z roku 794 zavedla jako základ libru stříbra (406,5 g), která se dělila na 20 šilinků či solidů a ty na 12 denárů. Libra byla jen početní jednotka a mince se razily jako šilinky či groše a jako denáry. Na rozdíl od zlatých starověkých solidů a aureů byly ovšem šilinky a groše téměř bez výjimky stříbrné.
Anglický název shilling (původně sciling) je snad odvozen od slovesa skell, zvonit, s příponou zdrobněliny -ing. V anglosaských dobách to patrně nebyla mince, ale účetní jednotka s hodnotou jedné krávy nebo jedné ovce. Značka pro šilink, svisle přeškrtnuté písmeno s, pochází z latinského solidus, s nímž se šilink patrně ztotožnil. Od poloviny 16. století byl v Anglii zaveden šilink o dvanácti pencích, od roku 1707 jednotný pro Velkou Británii. Ceny se udávaly v šilincích a pencích, oddělených lomítkem nebo apostrofem. 1/6 znamenalo šilink a šest pencí, dva šilinky se psaly jako 2/- nebo 2'-. Při decimalizaci měny roku 1971 nahradila šilink stejně velká pětipence. V některých bývalých britských koloniích v Africe se různými šilinky stále platí.
Ve středověkých Čechách 10. až 13. století byl šilink čili solidus jen početní jednotka a odpovídal 12 denárům. Solidus byl základem měnové reformy krále Václava II. a dostal název pražský groš. V 16. století se v Čechách objevují různé šilinky německé s velmi různou hodnotou.
V Rakousku měl šilink nahradit znehodnocenou korunu a po počátečních potížích se od roku 1924 prosadil zlatý šilink, který odpovídal 10 000 papírových korun a dělil se na 100 grošů. Šilink odpovídal asi 2,112 g zlata a zlaté mince se razily hodnotách 100 a 25 S. Po anexi Rakouska roku 1938 byl vyměněn za říšskou marku (RM) v poměru 1,5 S = 1 RM.